# Новое Село (Тернопольская область)
Новое Село (укр. Нове Село) — село в Скориковской сельской общине Тернопольского района Тернопольской области Украины.

## История
В 1954 году здесь действовали маслодельный завод, средняя школа, Дом культуры и библиотека.
Население по переписи 2001 года составляло 650 человек.
До 2020 года входило в Подволочисский район.